# Дорофій
Дорофі́й, Дорофе́й, Дороте́й — християнське чоловіче ім'я. Походить від грец. Δωρόθεος («Доротеос», «Дорофеос»), утвореного від δῶρον («дар, подарунок») + θεός («Бог»). Буквально — «дар Божий» (тим самим семантично тотожне імені Феодор). Українські народні форми — Дорош, Дорохтей, зменшені — Дорош, Дорофійко, Дорофієнько, Дорофієчко.
Жіноча форма — Дорофея (Доротея).

## Іменини
- За православним календарем (новий стиль) — 29 вересня (Дорофей Єгипетський), 20 листопада, 10 січня та 16 вересня (Дорофей Нікомедійський), 18 червня, 18 листопада, 21 жовтня, 18 червня, 3 вересня, 3 березня[1].

## Відомі носії
- Доротей Сідонський — античний астролог.
- Дорофій Дорошенко — український військовий діяч, козацький полковник, козацький наказний гетьман.
- Митрополит Дорофей — православний діяч у Чехословаччині, предстоятель ЧСПЦ.

## Інше
- Дорошенко — українське прізвище, утворене від народної форми цього імені Дорош.